# 克萊門·塞布利

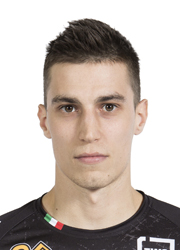

克萊門·塞布利（1992年2月21日—），是一位斯洛維尼亞的排球運動員。克萊門是斯洛文尼亞國家男子排球隊的一員。

## 外部連結
- Player profile在歐洲排球聯合會
- Player profile （页面存档备份，存于） at LegaVolley.it （義大利語）
- Player profile （页面存档备份，存于） at PlusLiga.pl （波蘭語）
- Player profile （页面存档备份，存于） at Volleybox.net